# مراد عليان
مراد عليان (ولد 7 ديسمبر، 1977 في القدس) هو لاعب كرة قدم فلسطيني محترف يلعب حالياً لنادي هلال القدس في دوري الضفة الغربية الممتاز.

## مسيرته
نشأ عليان في القدس كمواطن عربي في فلسطين المحتلة. انضم إلى فريق هبوعيل شباب القدس في 1986 كتسع سنوات من العمر بعد أن أمضى بعض الوقت مع منطقته الجانب بيت صفافا. بينما كان عليان في هبوعيل القدس، هداف الفريق على مستوى تقريباً كل الشباب. وقع عقده الأول مع معاليه أدوميم بيتار في عام 2002 بتسجيله 18 هدفاً، مما جعله هداف الفريق الرائد. في موسم 2003-04، انضم عليان لبني لود وساعده على الفوز بالدوري الرهان بتسجيله 24 هدفاً، وهو فريق رفيع.

## مسيرته الدولية
لعب عليان مبارياته الرسمية الأولى لفلسطين في تصفيات كأس التحدي الآسيوي 2012. جاء هذه الاستدعاء بعد شهرين فقط من إعلان مدرب فلسطين موسى بزاز أنه لن يفكر بعليان نظراً لكبر سنه. في مباراته الأولى أمام بنغلاديش، سجل هدفين ليقود فريقه لفوز 2-0 على بنغلاديش. في المباراة التالية أمام الفلبين التي شهدت تسديدة له أرتطمت بالعارضة. وتابع تألقه الملفت بعد ذلك بيومين أمام ميانمار حيث افتتح وأنهى التسجيل لفلسطين في المباراة.

### أهدافه مع المنتخب الوطني
| #  | موعد          | مكان                  | الخصم     | تسجيل | النتيجة | البطولة                           |
| -- | ------------- | --------------------- | --------- | ----- | ------- | --------------------------------- |
| 1. | 21 مارس 2011  | يانغون، ميانمار       | بنغلاديش  | 1-0   | 1-0     | تصفيات كأس التحدي الآسيوي 2012    |
| 2. | 21 مارس 2011  | يانغون، ميانمار       | بنغلاديش  | 2-0   | 2-0     | تصفيات كأس التحدي الآسيوي 2012    |
| 3. | 24 مارس 2011  | يانغون، ميانمار       | ميانمار   | 1-1   | 3-1     | تصفيات كأس التحدي الآسيوي 2012    |
| 4. | 25 مارس 2011  | يانغون، ميانمار       | ميانمار   | 3-1   | 3-1     | تصفيات كأس التحدي الآسيوي 2012    |
| 5. | 29 يونيو 2011 | تورسونزوده، طاجيكستان | أفغانستان | 1-0   | 2-0     | تصفيات كأس العالم لكرة القدم 2014 |
| 6. | 28 يوليو 2011 | الرام، فلسطين         | تايلاند   | 1-0   | 2-2     | تصفيات كأس العالم لكرة القدم 2014 |
| 7. | 28 يوليو 2011 | الرام، فلسطين         | تايلاند   | 2-1   | 2-2     | تصفيات كأس العالم لكرة القدم 2014 |

## وصلات خارجية
- مراد عليان على موقع الاتحاد الدولي (مؤرشف)  (الإنجليزية)
- مراد عليان على موقع قاعدة بيانات كرة القدم.إي يو (الإنجليزية)
- مراد عليان على موقع ناشيونال فوتبول تيمز (الإنجليزية)